# Яблоново (Старорусский район)
Я́блоново — деревня в Старорусском районе Новгородской области, входит в состав Новосельского сельского поселения.

## География
Деревня находится на автодороге 49К-15, на расстоянии 9 км к югу от города Старая Русса, административного центра района.

### Часовой пояс
Деревня Яблоново, как и вся Новгородская область, находится в часовой зоне МСК (московское время). Смещение применяемого времени относительно UTC составляет +3:00.

## История
В Новгородской земле эта местность относилась к Шелонской пятине. Впервые упоминается в писцовой книге пятины в 1539 году. 21 сентября 1964 года деревня Новое Свинухово переименована в Яблоново.

## Население
| 2010 | 2011 |
| ---- | ---- |
| 54   | ↗64  |